# Notholca labis
Notholca labis is een soort in de taxonomische indeling van de raderdieren (Rotifera). 
Het dier behoort tot het geslacht Notholca en behoort tot de familie Brachionidae. De wetenschappelijke naam van de soort werd voor het eerst geldig gepubliceerd in 1887 door Gosse.